# Annam-myeon
Annam-myeon (koreanska: 안남면) är en socken i den centrala delen av Sydkorea, 150 km söder om huvudstaden Seoul. Den ligger i kommunen Okcheon-gun i provinsen Norra Chungcheong.